# Tourguenievskaïa (métro de Moscou)
Tourguenievskaïa (en russe : Турге́невская et en anglais : Turgenevskaya) est une station de la ligne Kaloujsko-Rijskaïa (ligne 6 orange) du métro de Moscou, située sur le territoire de l'arrondissement Krasnosselski dans le district administratif central de Moscou.
Elle est mise en service en 1972.
La station est ouverte tous les jours aux heures de circulation du métro, elle permet des correspondances avec la ligne Sokolnitcheskaïa (ligne 1 rouge), via la station Tchistye proudy, et avec la ligne Lioublinsko-Dmitrovskaïa (ligne 10 vert clair), via la station Sretenski boulvar. Elle est desservie par des tramways et des autobus.

## Situation sur le réseau
Établie en souterrain, à 46 mètres sous le niveau du sol, la station Tourguenievskaïa est située au point 011+61,1 de la ligne Kaloujsko-Rijskaïa (ligne 6 orange), entre les stations Soukharevskaïa (en direction de Medvedkovo), et Kitaï-gorod (en direction de Novoïassenevskaïa).
Des liaisons piétonnes souterraines, reliant les quais des stations, permettent des correspondances avec la ligne Sokolnitcheskaïa (ligne 1 rouge), via la station Tchistye proudy, et avec la ligne Lioublinsko-Dmitrovskaïa (ligne 10 vert clair), via la station Sretenski boulvar.

## Histoire
La station, alors dénommée, Kolkhoznaïa (Колхозная) est mise en service le 5 janvier 1972, lors de l'ouverture à l'exploitation de la section, longue de 2,9 kilomètres, entre les stations Prospekt Mira et Kitaï-gorod.